# Петър Михайлов (Крушево)
Вижте пояснителната страница за други значения на Петър Михайлов.
Петър Николов Михайлов е български общественик и градоначалник на Крушево.

## Биография
Петър Михайлов е роден в град Крушево. След освобождението на Вардарска Македония през Втората световна война е назначен за кмет на родния си град от 1 септември 1941 до 5 ноември 1942 година. На 21 септември 1941 година е избран за председател на българското читалище „Гоце Делчев“ в Крушево.
Към 1944 година е Областен инспектор по обществените грижи в Битоля.